# Vasconi

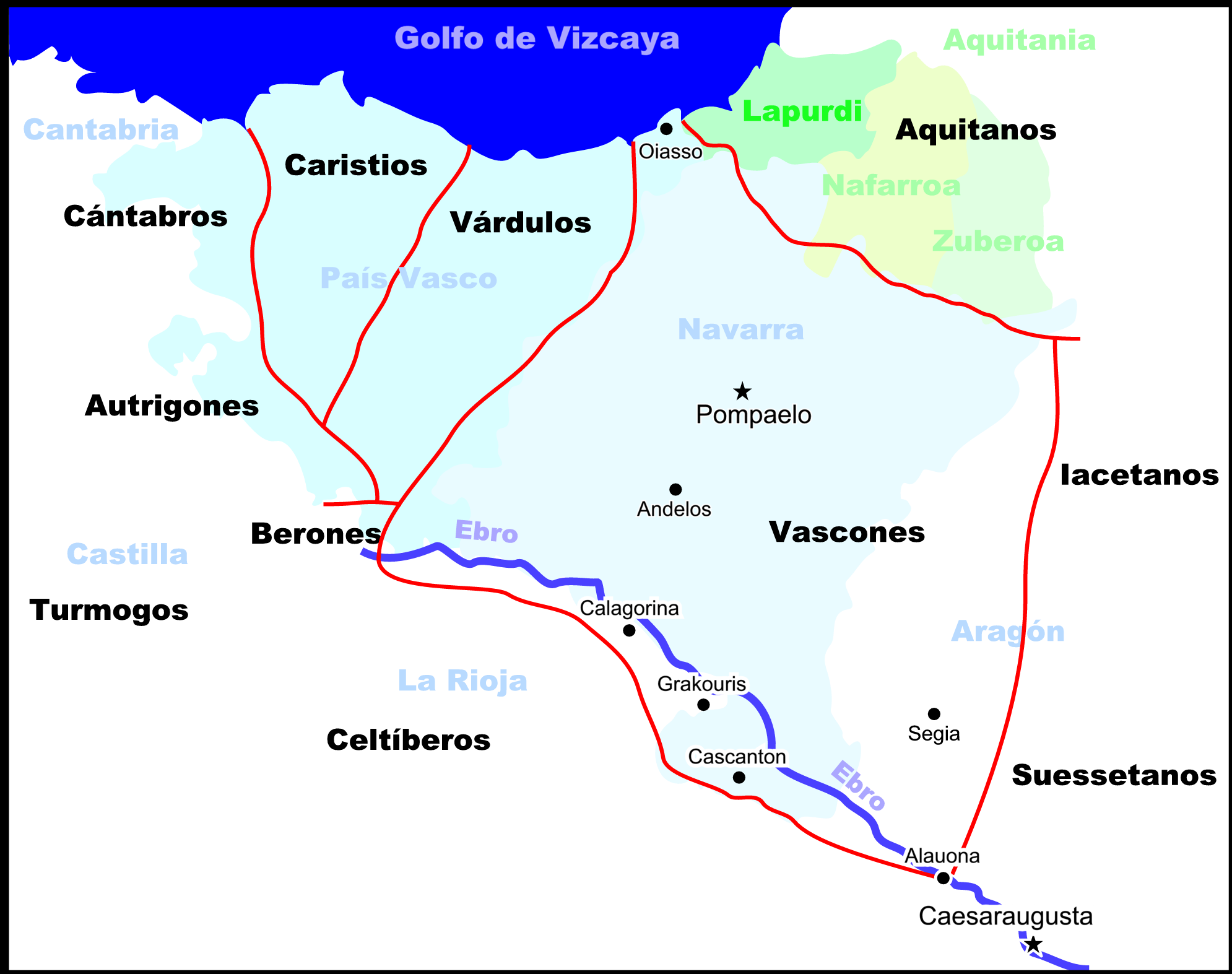
Il territorio dei Vasconi secondo Tolomeo

I Vasconi (in latino Vascones) erano il popolo che abitava la Navarra. Il loro territorio si estendeva sulla media valle dell'Ebro, tra il fiume e i Pirenei.
Il loro nome deriva da basco o, forse, dalla città di Bascunes, nei pressi di Pamplona.
I gentilizi dei due popoli, Baschi in Spagna e Guasconi in Francia, hanno pertanto una radice comune. Parimenti, anche basco e guascone, nomi delle lingue parlate rispettivamente nei Paesi Baschi ed in Guascogna, hanno la stessa etimologia. Tale caratteristica non deve tuttavia trarre in inganno: i due idiomi non sono infatti imparentati fra di loro. Il basco parlato in Spagna non è un idioma indoeuropeo, mentre il dialetto guascone è un dialetto (o una varietà linguistica), di tipo occitano, quindi di ceppo latino e indoeuropeo.

## Gli antenati degli attuali Baschi
Oltre ai Vasconi nelle province Basche vivevano i:
- Vardules o Bardyetes
- Caristes o Conisci
- Autrigons o Allotriges